# Claudenus antipodus
Claudenus antipodus är en sjöpungsart som först beskrevs av Kott 1972.  Claudenus antipodus ingår i släktet Claudenus och familjen lädermantlade sjöpungar. Inga underarter finns listade i Catalogue of Life.